# Myotomys sloggetti
Myotomys sloggetti és una espècie de mamífer rosegador de la família dels múrids. Viu a altituds superiors a 1.500 msnm a Lesotho i Sud-àfrica. Es tracta d'un animal diürn. El seu hàbitat natural són els herbassars montans i alpins. És una espècie en risc mínim, és a dir, no sembla que hi hagi cap amenaça significativa per a la seva supervivència. Encara que molts científics inclouen les espècies de Myotomys en el gènere Otomys, les dades genètiques indiquen que ocupen una posició intermèdia entre Otomys i Parotomys, més propera a aquest últim.